# Pleurotroppopsis pilosa
Pleurotroppopsis pilosa är en stekelart som först beskrevs av Jean Risbec 1952.  Pleurotroppopsis pilosa ingår i släktet Pleurotroppopsis och familjen finglanssteklar. Inga underarter finns listade i Catalogue of Life.